# Mauricio Levato
Mauricio Levato (San Nicolás, Provincia de Buenos Aires, Argentina, 11 de septiembre de 1976) es un exfutbolista argentino que jugaba como volante central. De buen trato de balón y calidad de juego, paseó su fútbol 18 años por varias divisiones del fútbol argentino y portugués. Es considerado uno de los mayores ídolos de la historia del Club Atlético Douglas Haig, club donde se inició profesionalmente y luego regresó para obtener dos ascensos hasta llegar nuevamente a la Primera B Nacional

## Clubes
| Club                    | País      | Año       |
| ----------------------- | --------- | --------- |
| Douglas Haig            | Argentina | 1993-1996 |
| Los Andes               | Argentina | 1996-2002 |
| Beira-Mar               | Portugal  | 2002-2004 |
| FC Cartagena            | España    | 2005      |
| Atlético de Rafaela     | Argentina | 2005      |
| Douglas Haig            | Argentina | 2006      |
| Huracán de Tres Arroyos | Argentina | 2006-2007 |
| Douglas Haig            | Argentina | 2007-2008 |
| Beira-Mar               | Portugal  | 2008-2009 |
| Douglas Haig            | Argentina | 2009-2012 |
| San Martín (T)          | Argentina | 2012      |
| Sportivo Las Parejas    | Argentina | 2013-     |

## Palmarés

### Campeonatos nacionales
| Título             | Club         | País      | Año  |
| ------------------ | ------------ | --------- | ---- |
| Primera B Nacional | Los Andes    | Argentina | 2000 |
| Torneo Argentino B | Douglas Haig | Argentina | 2010 |
| Torneo Argentino A | Douglas Haig | Argentina | 2012 |